# Utrka Terryja Foxa
Utrka Terryja Foxa godišnja je dobrotvorna utrka ne-natjecateljskog karaktera koja se održava u brojnim zemljama diljem svijeta u spomen na aktivista Terryja Foxa, i njegov Maraton Nade, i u svrhu skupljanja novca za borbu protiv raka.

## Povijest
Utrka se održava svake godine, predzadnju nedjelju u rujnu. Od svojih početaka 1981., skupljeno je preko 340 milijuna kanadskih dolara. Sama utrka je čista formalnost što znači da se udaljenost često mijenja, a obično je između 5 i 15 km, bitnije je sudjelovati nego istrčati utrku. 
Za razliku od ostalih velikih dobrotvornih okupljanja, Terry Fox Run nema sponzorstvo velikih kompanija.  To je u skladu s Foxovim prvotnim željama da ne traži slavu niti bogatstvo od svojeg pothvata.  Tijekom svoje trka kroz Kanadu, odbio je svaki ugovor koji su mu nudili (također od nekoliko multinacionalih kompanija poput McDonald'sa), jer je mislio da će to odvratiti javnost od njegovog cilja stvaranja javne osviještenosti.  Trenutačne Utrke Terryja Foxa nemaju reklame na bilo kakvim materijalima povezanim s utrkom (poput majica, zastava, itd.).

## Vanjske poveznice

### Sestrinski projekti
|  | Zajednički poslužitelj ima još gradiva o temi Utrka Terryja Foxa |

### Mrežna sjedišta
- Službena stranica